# Теорема Линделёфа (комплексный анализ)

## Теорема
Если {\displaystyle G} и {\displaystyle G'} — области, ограниченные гладкими жордановыми кривыми, а функция {\displaystyle f} аналитична в {\displaystyle G} и осуществляет конформное отображение {\displaystyle f:G\to G'}, то {\displaystyle \arg f'(z)} непрерывно продолжается в {\displaystyle {\overline {G}}} и удовлетворяет в каждой точке {\displaystyle \zeta \in \partial G} соотношению {\displaystyle \arg f'(z)=\theta '-{\theta }}, где {\displaystyle \theta } и {\displaystyle \theta '} — углы наклона касательных к кривым {\displaystyle \partial G} и {\displaystyle \partial G'} соответственно в точках {\displaystyle \zeta } и {\displaystyle f(\zeta )}.